# Antonia Rangel Bastos
Antonia Rangel Bastos (1929) es una botánica, y taxónoma brasileña.

## Biografía
Desarrolló actividades académicas y científicas en el Instituto de Pesquisas, Jardín Botánico de Río de Janeiro, y tiene experiencia en la taxonomía de las familias Olacaceae, Styracaceae.

## Algunas publicaciones
- cordélia Luiza Abreu, antonia rangel Bastos. 1981. Levantamento dos Tipos do herbário do Jardim Botânico do Rio de Janeiro - Vochysiaceae Mart. Rodriguésia 33 (56): 135-154

- antonia rangel Bastos. 1974. Contribuição ao estudo do gênero Liriosma Poepp. et Endl. novas espécies. Boletim do Museu Botânico Municipal 14: 1-5

- ------------------------------. 1966. Cunoniaceae do Estado da Guanabara. Rodriguésia 25 (37): 23-27 resumen en línea

### Capítulos de libros
- antonia rangel Bastos, cordelia luiza Benevides de Abreu. 1977. Levantamento dos Tipos do herbário do Jardim Botânico do Rio de Janeiro - Leguminosae - Caesalpinioideae II. En: Arquivos do Jardim Botânico do Rio de Janeiro, 218 pp.

## Honores

### Membresías
- Sociedad Botánica de Brasil[3]

- La abreviatura «Bastos» se emplea para indicar a Antonia Rangel Bastos como autoridad en la descripción y clasificación científica de los vegetales.[4]

- Portal:Biografías. Contenido relacionado con Botánica.
- Portal:Biología. Contenido relacionado con Taxonomía.